# 四台遗址
四台遗址位于中国河北省张家口市尚义县石井乡四台蒙古营村西南，地处坝上草原南缘，海拔1500米，距尚义县城35公里，毗邻季节性湖泊。遗址保存完整，具有重要价值，包含旧石器向新石器时代过渡的遗存，属于新石器时代早中期遗址，遗址入选「2022年中国考古新发现」。
该遗址于2004年发现，2015—2018年进行了抢救性发掘，2020—2022年展开了新一轮发掘，出土了大量陶、石、骨、贝类遗物及多座房址。成组房址证实了北方地区最早的定居村落，展示了人类从旧石器时代流动性狩猎采集向新石器时代定居生活的转变，为研究旧石器向新石器时代的过渡提供了直接证据。
出土的石磨盘和炭化的粟、黍，证实了7600年前农业的起源，对理解农业起源和文化转型具有重要意义。